# 최규용
최규용(崔圭用, 1903년 - 2002년 4월 5일)은 한국의 다인(茶人), 건축인이다.  경남 통영시 출신으로 호는 금당(錦堂).
와세다 대학 고공토목과를 졸업한 뒤, 토목기사로 종사하면서 토목 및 고건축을 연구하였다. 1988년 육우다경연구회를 발족하고 1990년 중국 절강성의 다인들과 국제차문화회를 결성하였다.

## 주요저서
- 〈금당다화〉(1978년)
- 〈현대인과 차〉(1981년)
- 〈중국차문화 기행〉(1989년)